# Handbuch des Antisemitismus
Das Handbuch des Antisemitismus ist ein achtbändiges Nachschlagewerk, das zwischen 2008 und 2015 im Verlag Walter de Gruyter erschienen ist. Es trägt den Untertitel Judenfeindschaft in Geschichte und Gegenwart. Der Herausgeber ist Wolfgang Benz im Auftrag des Zentrums für Antisemitismusforschung an der TU Berlin. Als Mitherausgeber fungieren Werner Bergmann, Johannes Heil, Juliane Wetzel und Ulrich Wyrwa.
Ziel des Handbuchs ist es nach Angabe des Verlags, das gesamte verfügbare – wissenschaftlich gesicherte – Wissen zum Antisemitismus interdisziplinär sowie ohne zeitliche und räumliche Begrenzung zu sammeln. Als Autoren waren zahlreiche namhafte Wissenschaftler verschiedener Disziplinen und aus verschiedenen Ländern beteiligt.

## Übersicht der Bände
- Band 1: Länder und Regionen. K. G. Saur, Berlin 2008, ISBN 978-3-598-24071-3; korrigierte Auflage: De Gruyter, Berlin 2010, ISBN 978-3-11-023510-4.
- Band 2: Personen. in zwei Teilbänden (A–K und L–Z). De Gruyter/Saur, Berlin 2009, ISBN 978-3-598-24072-0 (A-K); ISBN 978-3-598-24072-0 (L–Z).
- Band 3: Begriffe, Ideologien, Theorien. De Gruyter/Saur, Berlin 2010, ISBN 978-3-598-24074-4.
- Band 4: Ereignisse, Dekrete, Kontroversen. De Gruyter/Saur, Berlin 2011, ISBN 978-3-598-24076-8.
- Band 5: Organisationen, Institutionen, Bewegungen. De Gruyter/Saur, Berlin 2012, ISBN 978-3-598-24078-2.
- Band 6: Publikationen. De Gruyter/Saur, Berlin 2013, ISBN 978-3-11-025872-1.
- Band 7: Literatur, Film, Theater und Kunst. De Gruyter, Berlin 2014, ISBN 978-3-11-025873-8.
- Band 8: Nachträge und Register, De Gruyter, Berlin 2015, ISBN 978-3-11-037932-7.

Unveränderte Auflage in anderem Verlag:
- Wolfgang Benz u. a. Hrsg.: Handbuch des Antisemitismus – Judenfeindschaft in Geschichte und Gegenwart. 2022, unveränd. Nachdruck. 9 Bde. (nur geschl. beziehbar). Zus. 4918 S. wbg Academic, Darmstadt, Softcover. ISBN 978-3-534-27528-1.